# Bachplein
Het Bachplein is een plein in Amsterdam-Zuid.

## Geschiedenis en ligging
Het plein kreeg bij raadsbesluit van 7 mei 1929 haar naam, een vernoeming naar componist Johann Sebastian Bach. Meerdere straten in het buurtje rondom het plein zijn vernoemd naar componisten. Het Bachplein werd per die datum afgesnoept van de veel bekendere Bachstraat, alwaar voor langere tijd het Conservatorium van Amsterdam met Bachzaal gevestigd was. Die straat doet vanuit het noorden ook in de 21e eeuw het plein aan. Andere straten die het plein aandoen zijn vernoemd naar Johannes Brahms (vanuit het westen), Frédéric Chopin (eveneens vanuit het westen) en Giuseppe Verdi (vanuit het zuiden).
Er is geen openbaar vervoer op het plein.

## Gebouwen
Alle gebouwen rondom het plein stammen uit de tijd dat de straat haar naam kreeg (1928-1930). De gebouwen zijn dan ook alle opgetrokken in de stijl van de verstrakte vorm binnen de bouwstijl Amsterdamse School, die toen gangbaar was. De bekendste architect is zonder meer Gerrit Jan Rutgers, die het hoekpand Bachplein/Bachstraat heeft ontworpen als deel van een huizenblok Bachplein-Bachstraat-Gerrit van der Veenstraat- Händelstraat-Stadionweg – Verdistraat. Rutgers leverde daarmee tevens het hoogste gebouw aan het Bachplein. Het blok wordt aan het Bachplein onderbroken door een lager blokje van Izaak Blomhert (werkend op kantoor Baanders voor huisnummers 2-12), dat die architect had voorzien van een opstapje naar de hogere woningen van Rutgers. Architect A.J. Kramer was verantwoordelijk voor de huisnummers 7-13. 

## Kunst
Het kleine plein herbergt drie beelden. In het plantsoen staat het Gedenkteken Truus Wijsmuller-Meijer van Herman Diederik Janzen. In de gevels van de huisnummers zijn tijdens de bouw al symmetrisch twee roofvogels (ontwerp onbekend) geplaatst.

## Afbeeldingen

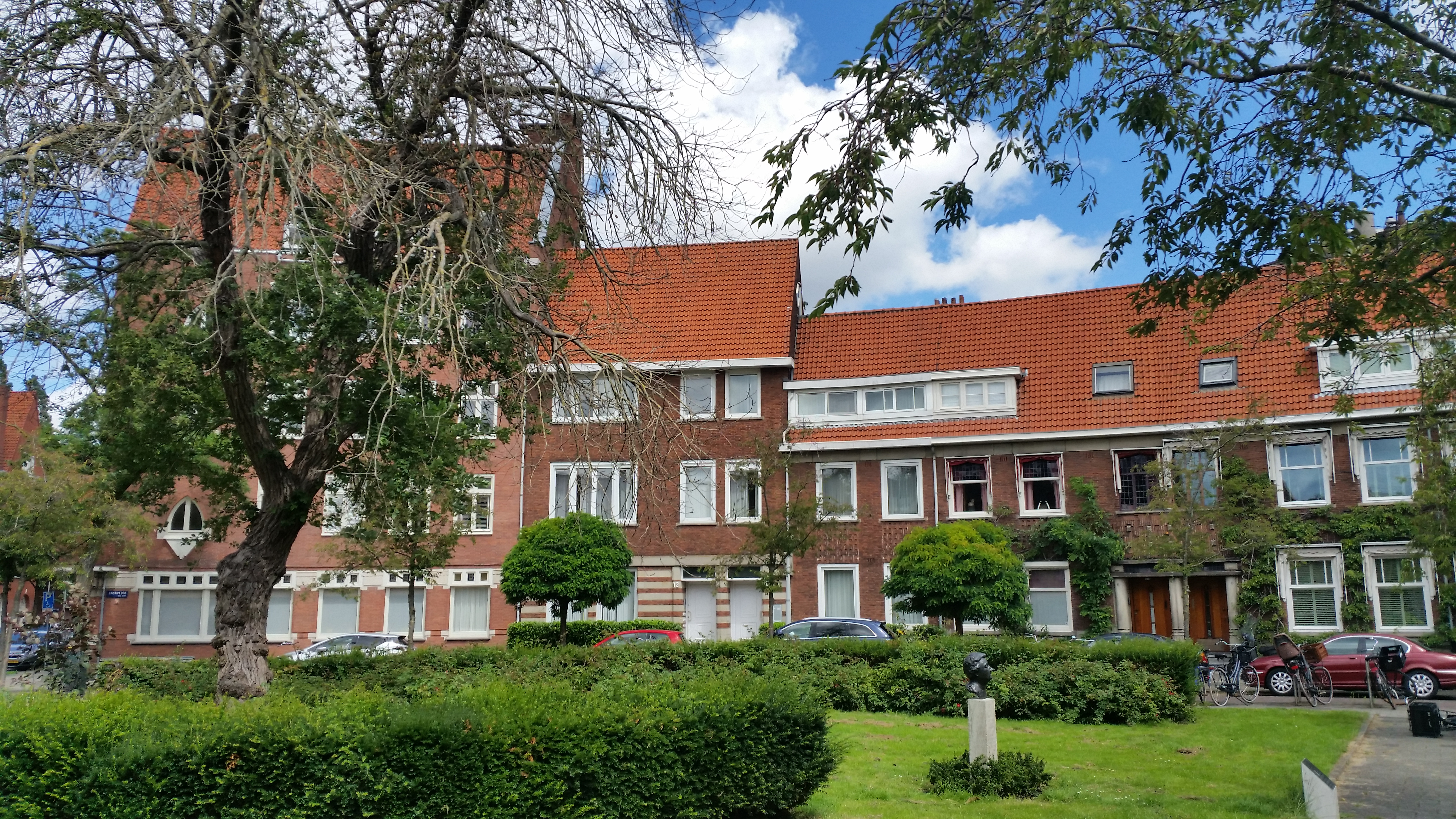
Opstapje van Blomhert (rechts) naar Rutger (links) (juli 2020)
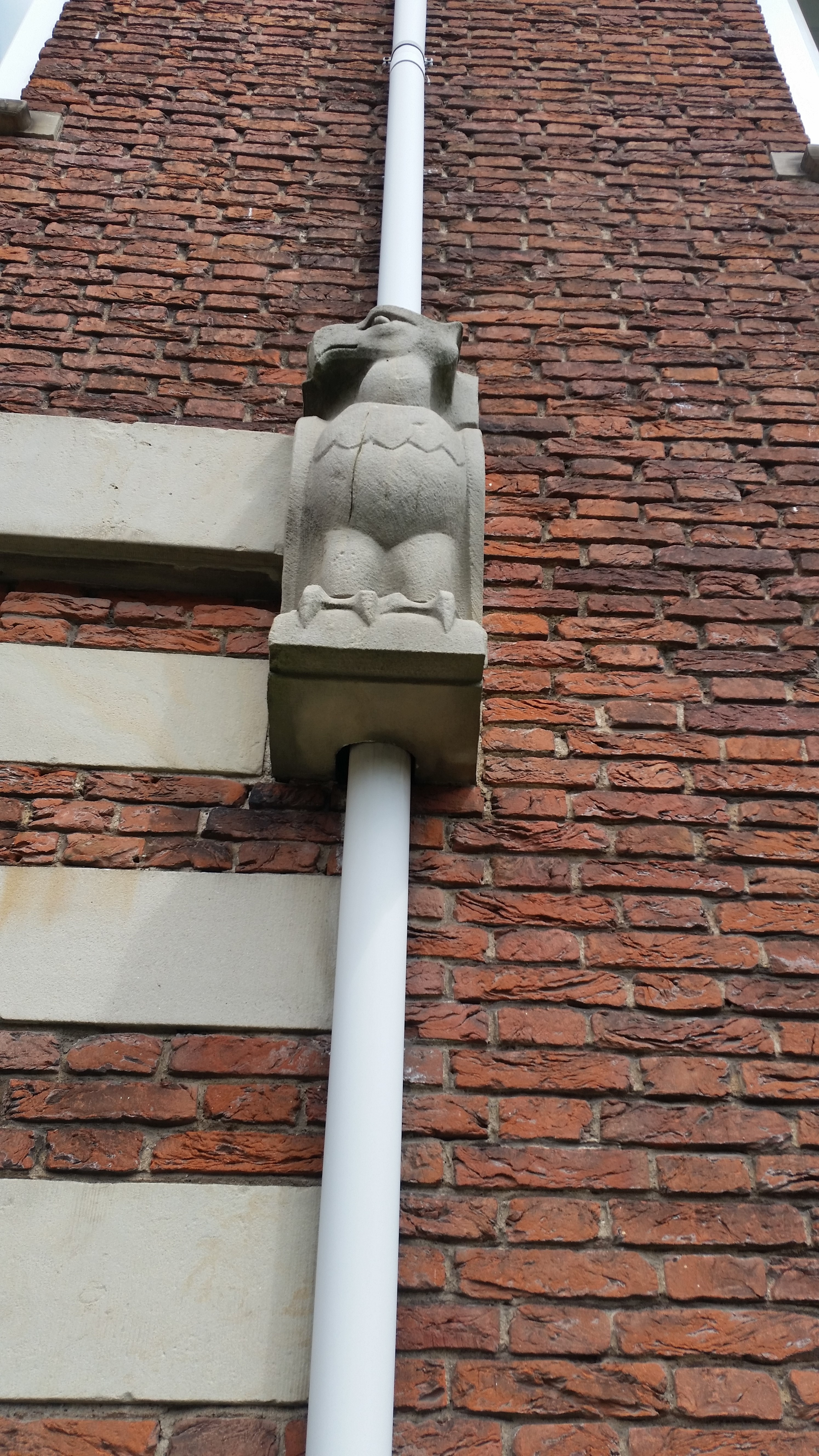
Een van de twee roofvogels (juli 2020)
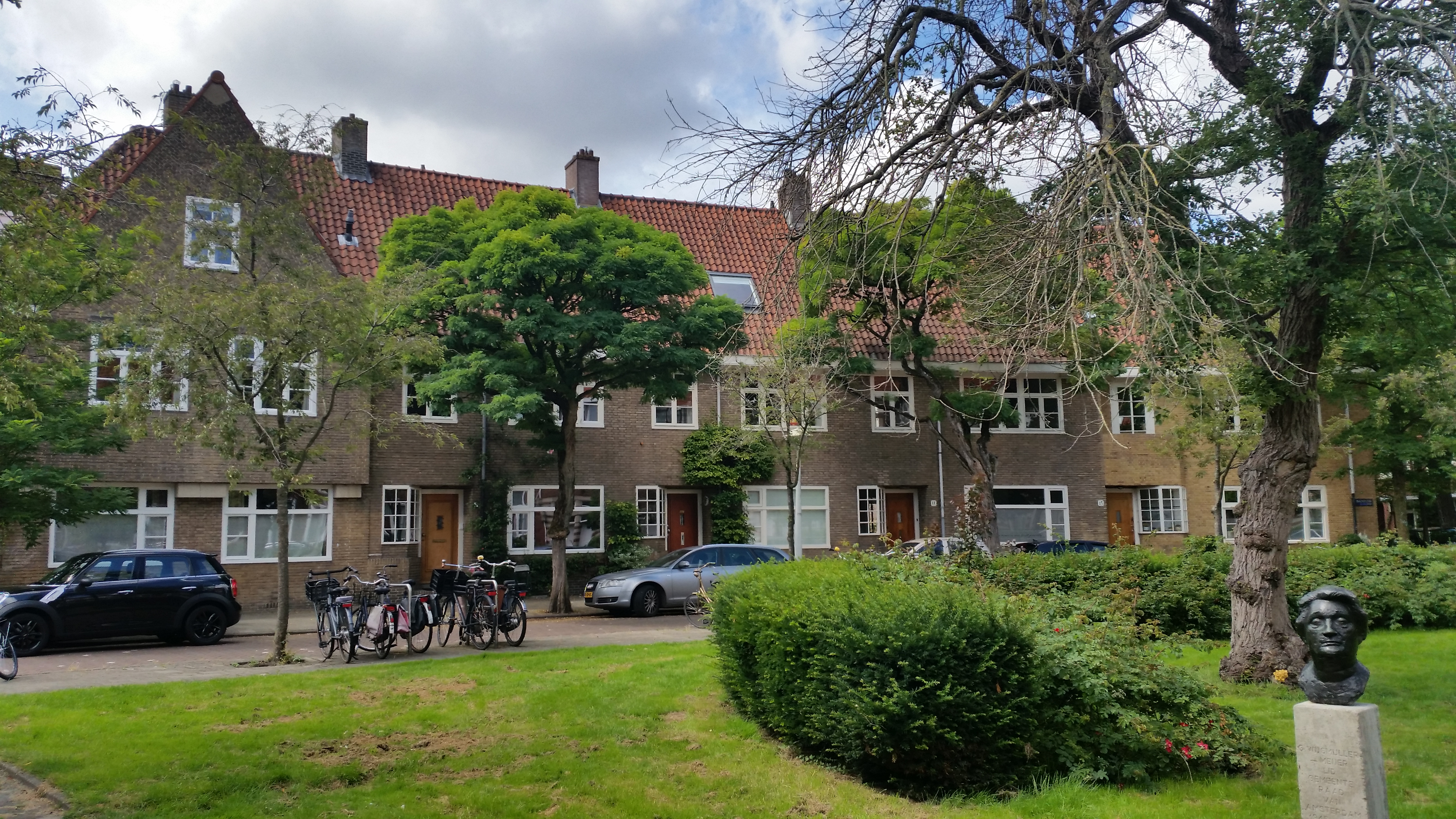
Blok A.J. Kramer met rechtsvoor beeld Truus Wijsmuller-Meijer (juli 2020)
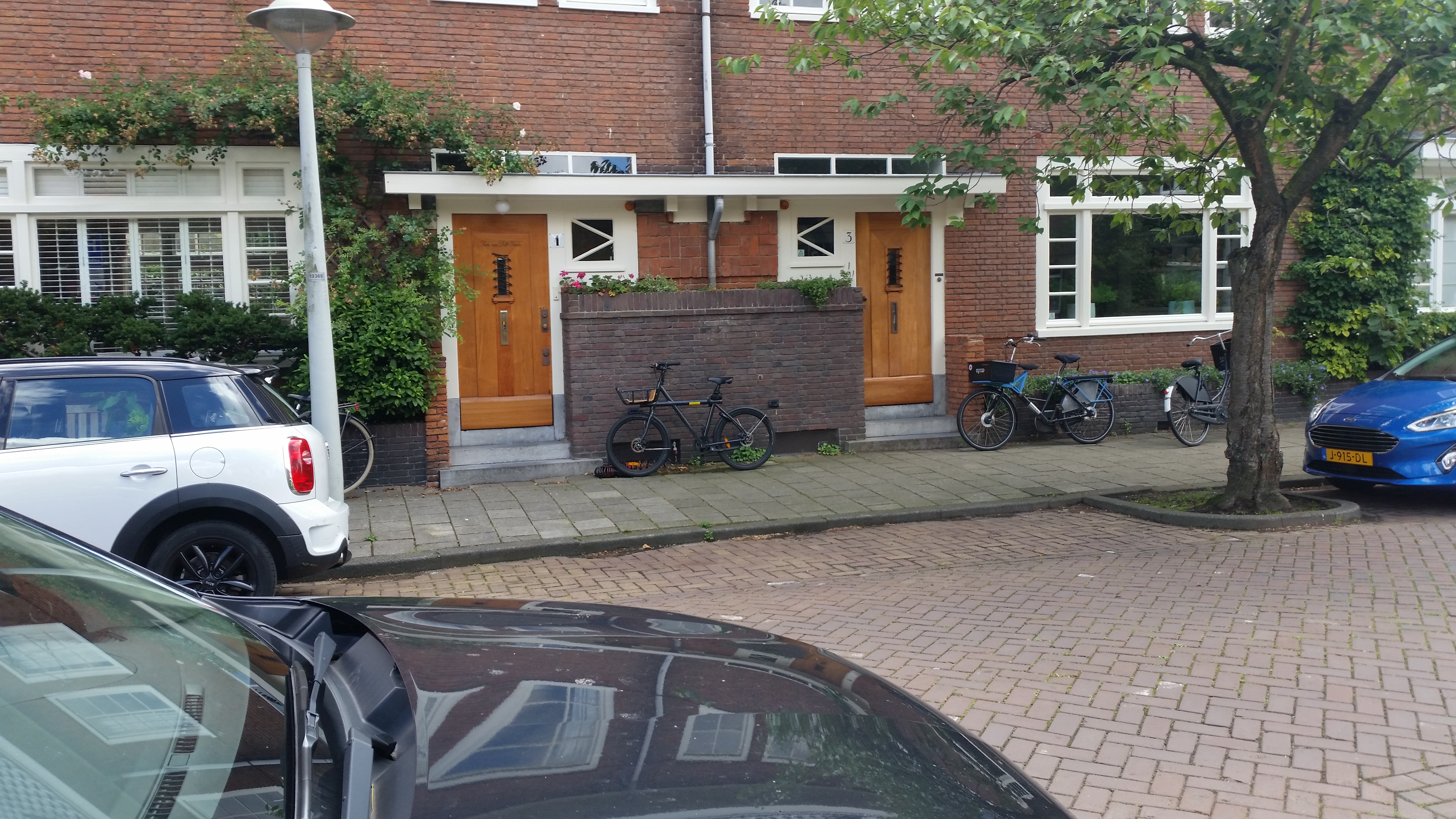
Bachstraat 1-3 (juli 2020)